# Colin Campbell Sanborn
Colin Campbell Sanborn (Evanston, 12 juny del 1897 – 1962) fou un ecòleg i biòleg estatunidenc. Els seus estudis versaven sobre els ocells i els mamífers. Fou conservador adjunt de la secció ornitològica del Museu Field de Chicago i seguidament conservador de la secció de mamífers del mateix museu. Escrigué diverses obres, incloent-hi Land Mammals of Uruguay (1929), Birds of the Chicago Region (1934) i Catalogue of Type Specimens of Mammals in Chicago Natural History Museum (1947).
Li foren dedicades les següents espècies de mamífers:
- Pteropus mahaganus
- Scotorepens sanborni
- Abrothrix sanborni
- Sciurus sanborni
- Micronycteris sanborni